# موتاتا
موتاتا (انگلیسی: Mutatá) نام شهری در کشور کلمبیا است.